# Where There's Life
Where There's Life (Brasil: Que Rei Sou Eu? / Portugal: Vida de Príncipe) é um filme estadunidense de 1947, do gênero comédia, dirigido por Sidney Lanfield e estrelado por Bob Hope e Signe Hasso. A atuação de William Bendix, como o futuro cunhado de Hope, é bastante elogiada.

## Sinopse
O rei da fictícia Baróvia sofre um atentado que o deixa inválido.Descobre-se que seu único herdeiro é o homem de rádio Michael Valentine, que é chamado para assumir a Coroa. A princípio, Michael supõe que tudo não passa de brincadeira, porém muda de ideia quando torna-se alvo dos insurretos, que desejam abatê-lo ainda em solo norteamericano.

## Elenco
| Ator/Atriz       | Personagem                  |
| ---------------- | --------------------------- |
| Bob Hope         | Michael Joseph Valentine    |
| Signe Hasso      | Generala Katrina Grimovitch |
| William Bendix   | Victor O'Brien              |
| George Coulouris | Primeiro-Ministro Krivoc    |
| Vera Marshe      | Hazel O'Brien               |
| George Zucco     | Paul Stertorius             |